# Principales áreas de pesca de la FAO
Las principales áreas (o zonas) de pesca de la FAO son una clasificación de la Organización de las Naciones Unidas para la Alimentación y la Agricultura que divide las masas oceánicas del globo en sectores pesqueros. El establecimiento de las principales áreas de pesca de la FAO obedece a la necesidad de obtención de datos estadísticos, la gestión pesquera y propósitos jurisdiccionales. Los límites de estas áreas fueron establecidas atendiendo a las consideraciones de agencias internacionales de pesca.

## Áreas

Principales áreas de pesca de la FAO

La FAO tiene establecidas diecinueve áreas principales de pesca:
- Área 18: océano Ártico.
- Área 21: sector noroccidental del océano Atlántico.
- Área 27: sector nororiental del  océano Atlántico.
- Área 31: sector occidental del  océano Atlántico.
- Área 34: sector centro-oriental del  océano Atlántico.
- Área 37: mar Mediterráneo y mar Negro.
- Área 41: sector suroccidental del océano Atlántico.
- Área 47: sector suroriental del océano Atlántico.
- Área 48: sector antártico del océano Atlántico.
- Área 51: sector occidental del océano Índico.
- Área 57: sector oriental del océano Índico.
- Área 58: sector antártico y meridional del océano Índico.
- Área 61: sector noroccidental del océano Pacífico.
- Área 67: sector nororiental del océano Pacífico.
- Área 71: sector centro-occidental del océano Pacífico.
- Área 77: sector centro-oriental del océano Pacífico.
- Área 81: sector suroccidental del océano Pacífico.
- Área 87: sector suroriental del océano Pacífico.
- Área 88: sector antártico del océano Pacífico.